# Sportler
Als Sportler wird eine Person bezeichnet, die regelmäßig und intensiv eine oder mehrere Sportarten betreibt. Berufssportler sind von den Hobbysportlern zu unterscheiden, denn diese verdienen durch Teilnahmen an Wettkämpfen Einkommen und stehen bei einem Verein oder einer Organisation unter Vertrag.

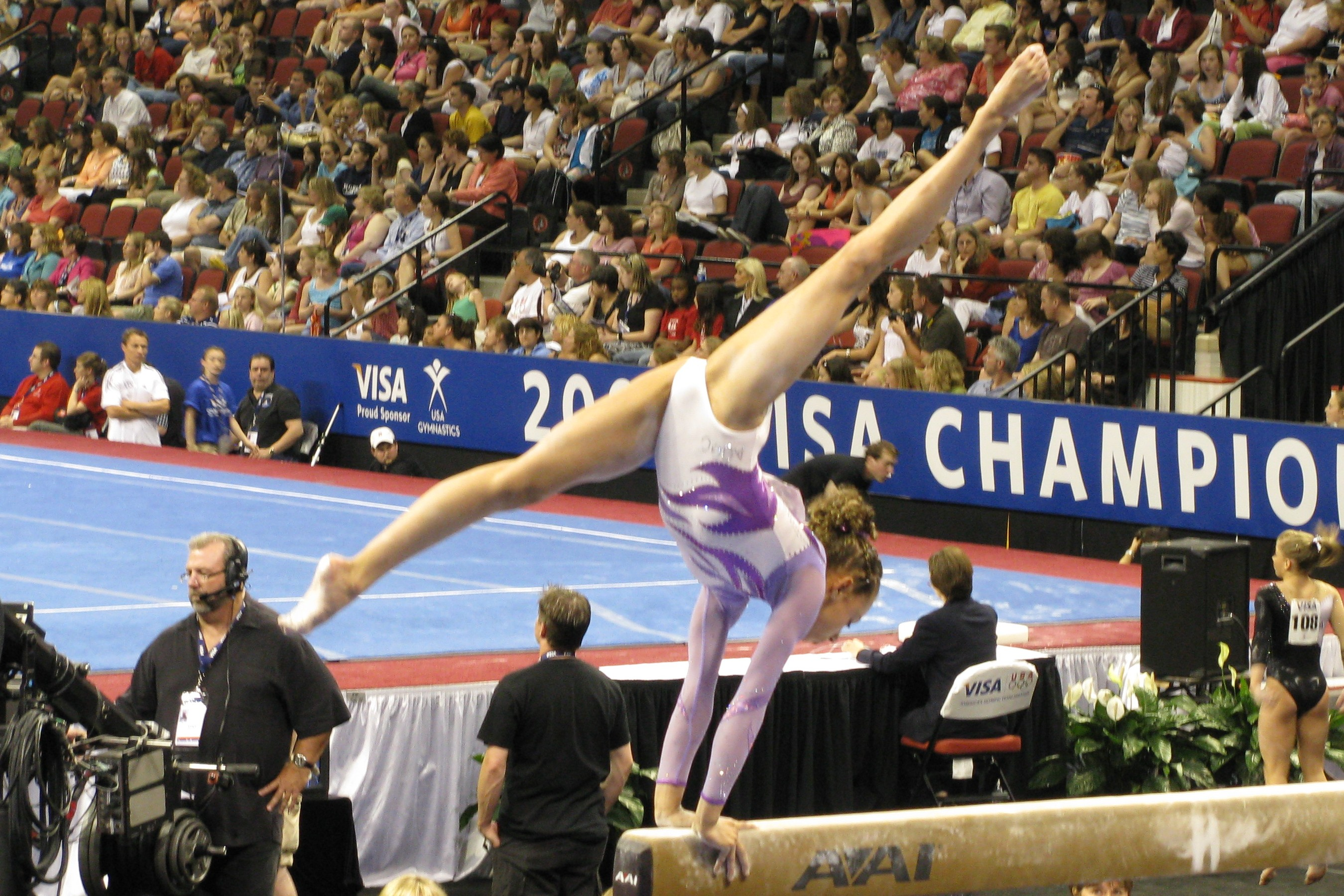
Turnsportlerin am Schwebebalken

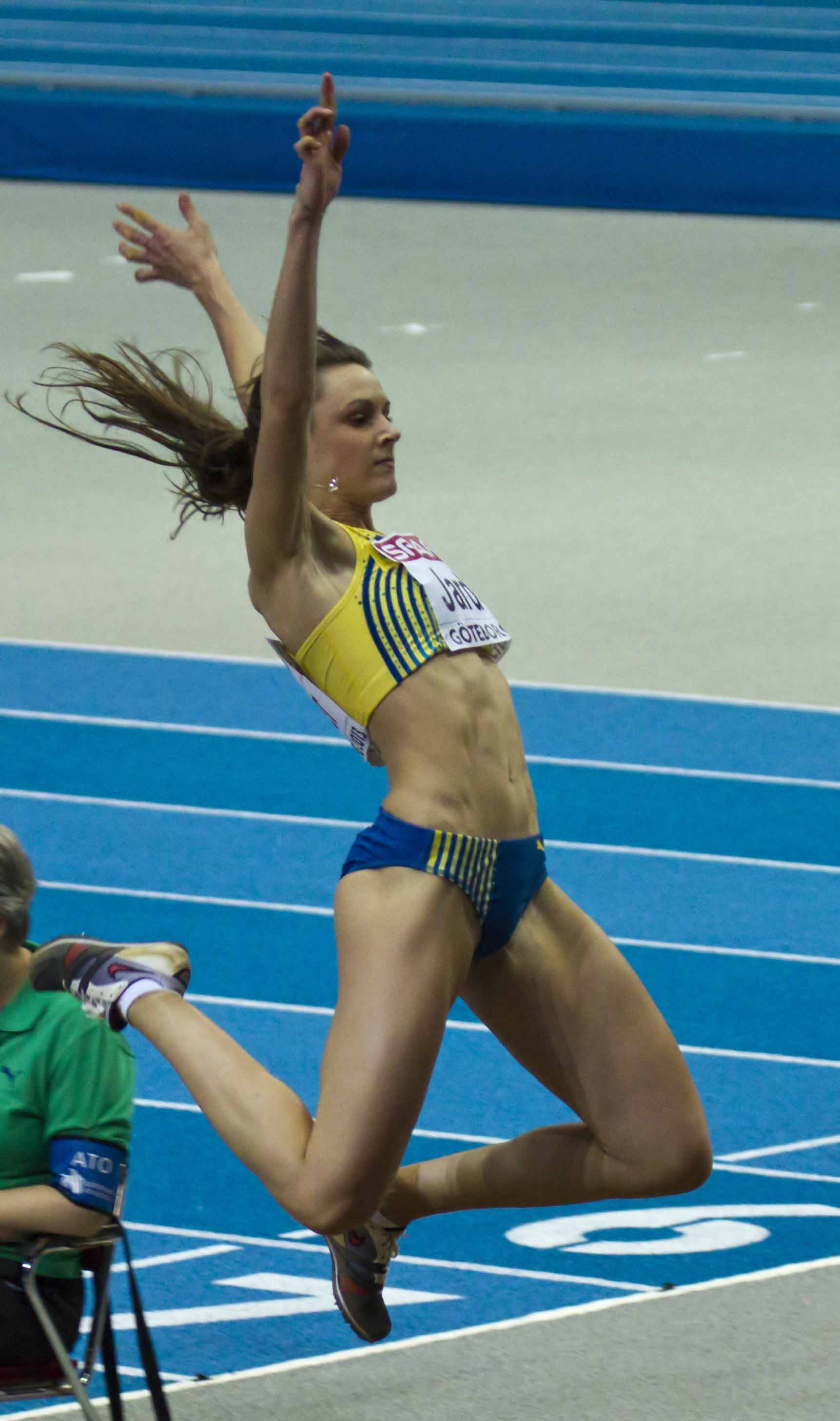
Leichtathletin Weitsprung

## Begriffsgeschichte
Die Bezeichnung „Sport-ler“ leitet sich ab von der Sachbezeichnung „Sport“. Aus altlateinisch dēportāre (‘wegbringen, wegtragen, fortschaffen’, spätlateinisch auch ‘belustigen, amüsieren’), gelangte der Basisbegriff als disport (‘Zeitvertreib’) bzw. to disport (‘sich vergnügen, sich unterhalten, ausgelassen sein’) zunächst in die französische und englische und in der ersten Hälfte des 19. Jahrhunderts durch Aphärese auch in die deutsche Sprache. Das englische Wort „sport“ (ursprünglich ‘Vergnügen, Kurzweil’) nahm allmählich die Bedeutung ‘Wettkampf betriebene körperliche Ertüchtigung bzw. Körperübung’ an.
Die Suffixe „–er“ bzw. „–ler“ dienen als sprachliches Mittel, um ein sogenanntes „Nomen Agentis“, also eine Personenbezeichnung, zu bilden. Während die Endung „–er“ jedoch eine seriöse Markierung bedeutete und sich bis heute in Wörtern wie „Handwerk-er“, „Gewerkschaft-er“, „Wirtschaft-erin“ oder „Wissenschaft-er“ erhalten hat, gelten die Varianten mit dem Suffix „-ler“, wie schon der Sprachkritiker Karl Kraus herausstellte, als sogenannte Pejorative, ein in der Sprachwissenschaft verwendeter Ausdruck, der so viel wie „abwertend“ oder auch „abfällig“ bedeutet. und in der Regel auch als stigmatisierend wahrgenommen wird: Bezeichnungen wie „Handwerk-ler“, „Intelligenz-ler“, „Gewerkschaft-ler“ oder „Wirtschaft-lerin“ werden als beleidigend empfunden. Diese Abwertung war ursprünglich auch mit den Wortbildungen „Wissenschaft-ler“, „Burschenschaft-ler“ und „Sport-ler“ beabsichtigt. Manche Ausdrücke sind noch heute in beiden Varianten im Umlauf, wie etwa der Begriff „Wissenschaft-er“, der in der Schweiz und in Österreich bevorzugt wird. Eine noch gesteigerte abwertende Tendenz zeigt sich in weiteren Wortbildungen wie „Bettelei“, „Werkelei“, „Sportelei“, „Schafftelei“ und in den Verbformen „werkeln“, „sporteln“, „schaffteln“.
Aus der Derivation (Ableitung) „Sport-ler“ entstanden über ein weiteres Suffix die weibliche Form der „Sport-ler-in“ und durch die Bildung von Komposita Bezeichnungen für die Aktiven in den zahlreichen Sportarten und Sportbereichen, wie „Skisportler“, „Wassersportler“, „Luftsportler“ als sportartbezogene Ableitungen oder „Amateursportler“, „Profisportler“, „Spitzensportler“ als Leistungsvarianten.
Während sich im deutschen Sprachraum die als polemischer Kampfbegriff benutzte Sprachbildung „Sport-ler“ schnell verbreitete und schließlich sogar zur beherrschenden Bezeichnung wurde, verwendete man in England das Wort Sportsman, für das kein weibliches Pendant existierte, als allgemeine Bezeichnung für einen Sport treibenden Menschen. Doch auch in deutschen Texten gab es das dem englischen Wortprofil entsprechende Wort „Sportsmann“ mit der Pluralbildung „Sportsleute“. Auch im Deutschen war eine weibliche Sprachvariante nicht üblich.
Im Gegensatz zu dem Ausdruck „Sportler“ findet sich das Wortprofil „Sportsmann“ auch in deutschen Texten nahezu durchgängig in positiver Konnotation, etwa bei den damals viel gelesenen Romanautoren Hans Fallada oder Ludwig Ganghofer. Im Gegensatz zum verfemten Sportler erscheint hier der „Sportsmann“ als ein „untadeliger“, „vorbildlicher“, „großartiger“, „fairer“, „sympathischer“ Mensch, dem Respekt gebührt.

## Bedeutungswandel
Der im 18. Jahrhundert in England entstandene Begriff Sport bezeichnete ursprünglich die dort übliche spezifische Form der zum Spaß ausgeübten körperlichen Betätigungen. Der sie betreibende Mensch wurde als „sportsman“ bezeichnet und hatte eine positive Reputation.
Auf dem Festland haftete dem englischen Sporttreiben jedoch das Odium der Exklusivität an, dadurch geprägt, dass es zunächst einer elitären Bürger- und Adelsschicht vorbehalten blieb. Es entwickelte sich historisch zudem in Konkurrenz mit dem von Deutschland ausgehenden, national geprägten und allen Volksschichten zugänglichen „Turnen“ und dessen andersartiger Ideologie. Es war entsprechend auf dem Kontinent, vor allem unter dem mächtigen Einfluss der von Friedrich Ludwig Jahn ausgegangenen vaterländischen Form des „Turnens“ und der entsprechenden Turnerbewegung, verpönt.
In diesem Streit der Ideologien etablierte sich, vor allem aus den Kreisen der Turnerschaft heraus betrieben, eine kämpferische und oft agitatorisch vorgetragene Abwehr der englischen Sportvorstellungen, die sich in der Bezeichnung „Sport-ler“ und anderen Schmähwörtern manifestierte.
Der englische Sport war im krassen Gegensatz zum deutschen Turnen konkurrenz- und rekordorientiert. Er wollte im Kontrast zum Turnwesen weniger einer kameradschaftlichen Freizeitgestaltung mit pädagogischem Anspruch dienen, sondern verstand sich eher als eine die aufbrechende Leistungsgesellschaft abbildende Einrichtung.
Die typische englische Art der körperlichen Betätigung wurde auf dem Festland von neutralen Beobachtern mit ungläubigem Staunen und Verwunderung zur Kenntnis genommen. So notierte beispielsweise der österreichische Schriftsteller und Journalist Michelangelo von Zois in seinem viel gelesenen Buch über den Radrennsport vom Jahre 1908:

„[...] Männer, die von England kamen, wußten den staunenden Freunden zu erzählen, dass die Leute über dem Kanal, so vernünftig sie sonst auch seien, doch recht kindlichen Vergnügungen huldigen. So unterhalten sich junge Leute, einen Lederball auf einer Wiese herumzustoßen, andere wieder schlügen mit einer Art Praker [Teppichklopfer] den Ball über ein Netz u.s.w., und dieser Wahnsinn locke Zuschauer in jeder Menge herbei. Darunter gäbe es Leute in Amt und Würden – die es manchmal sogar nicht verschmähen, selbst mitzutun.“

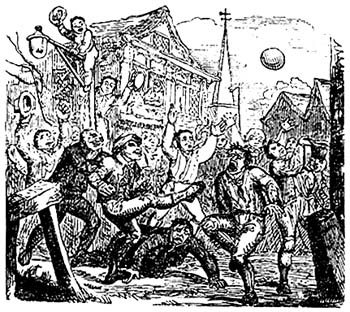
„Volksfußball“ („mob football“), London 1721
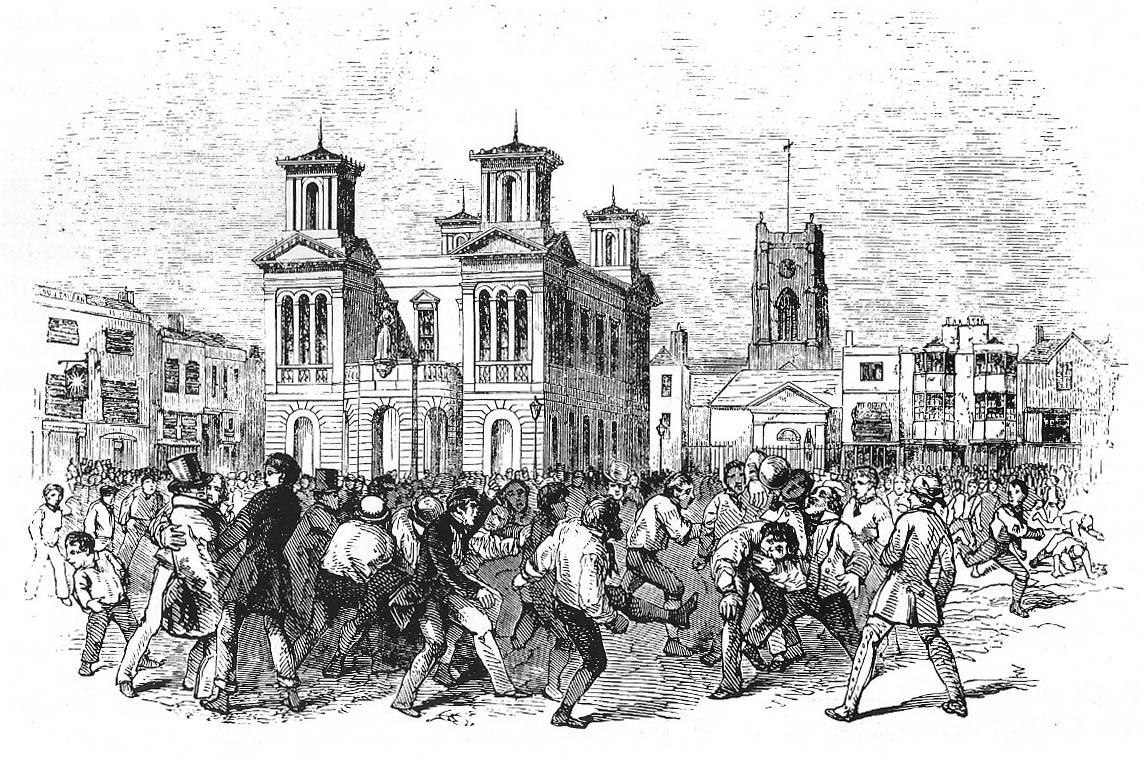
Straßensportler, London 1846
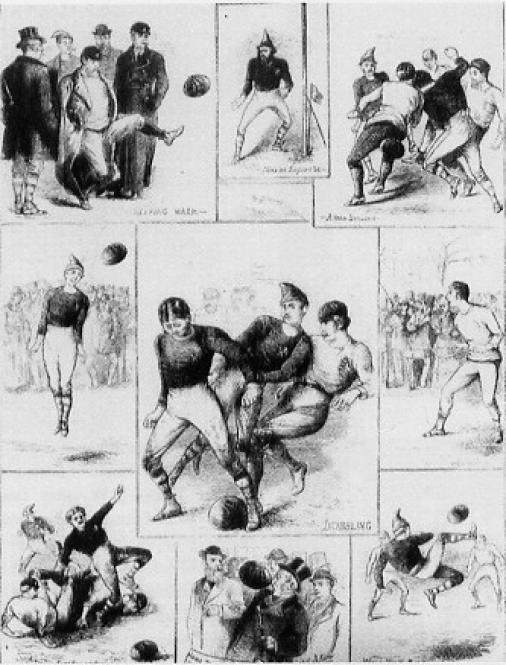
Fußsportler 1872
Deckblatt der Streitschrift des Turnlehrers Karl Planck, Stuttgart 1908

Drastischer formulierte und polemisierte der im Streit der Ideologien stark engagierte Turnlehrer Karl Planck in seiner Streitschrift von 1898 mit dem Titel „Fusslümmelei“. Außer der bereits auf dem Cover abgebildeten Karikatur eines englischen Sportlers zog er auch in seinem Buchtext vehement gegen die „Anglomanie“ und das „Nachäffen fremder Sitten“ zu Felde, welche auf das Festland überzugreifen drohten. Die Schmähschriften der Zeitgenossen gegen die „ungehobelten“, „groben“ und „gefährlichen“ Sportler der Insel und die entsprechende Bebilderung fokussierten sich besonders auf das Paradebeispiel „Fusslümmeln“, bei dem getreten, gerempelt und gestoßen würde. Eine Reihe dieser historischen Karikaturen der verachteten Sportler aus den Jahren 1721, 1810, 1871, 1898, 1900 und 1908 und eine Rezeption des Buches von Planck finden sich in einem Zeitschriftenbeitrag von Siegbert A. Warwitz sowie in einem Werk des Sporthistorikers F.K. Maths.
Die ursprünglich negative Konnotation des Ausdrucks „Sportler“ geriet mit der Zeit in Vergessenheit, als sich die Sportbewegung auch auf dem Festland allmählich gegen die Turnbewegung durchsetzte und mit seinen leistungs- und konkurrenzorientierten Prinzipien etablierte. Einen entscheidenden Einfluss darauf hatte der französische Baron Pierre de Coubertin mit seinem Vorstoß, die antike olympische Idee wiederzuerwecken, die er mit dem Leitwort „Citius, altius, fortius“ (Schneller, höher, stärker) versah und damit dem athletischen Vorbild der Antike und dem englischen Leistungsprinzip und Rekordgedanken nachbildete. Der Sportbegriff und die den Sport betreibenden Personen wurden in der Folge in allen Bereichen, auch in den Bergsport-, Wassersport-, Luftsportarten und den konkurrierenden Strömungen der schwedischen Gymnastik oder des deutschen Gerätturnens unter dem Begriff Sportler subsumiert. Die Bezeichnung verlor damit ihre abwertende Bedeutung. Heute finden sich die Turner, Gymnasten, Bergsteiger Kanuten, Fallschirmspringer oder Gleitschirmpiloten allesamt unter der Sammelbezeichnung „Sportler“ vereint. In Komposita werden sie in einem neutralen Begriffsverständnis nach ihren jeweiligen Sportgeräten als Skisportler, Radsportler oder Kanusportler, nach ihrem Anspruchsniveau als Hochleistungssportler, Freizeitsportler oder Breitensportler, nach dem Bereich ihrer sportlichen Betätigung als Wassersportler, Bergsportler oder Flugsportler, nach ihrem Status als Berufssportler oder Amateursportler und nach weiteren Besonderheiten, z. B. als Behindertensportler, Individual- oder Mannschaftssportler, unterschieden.

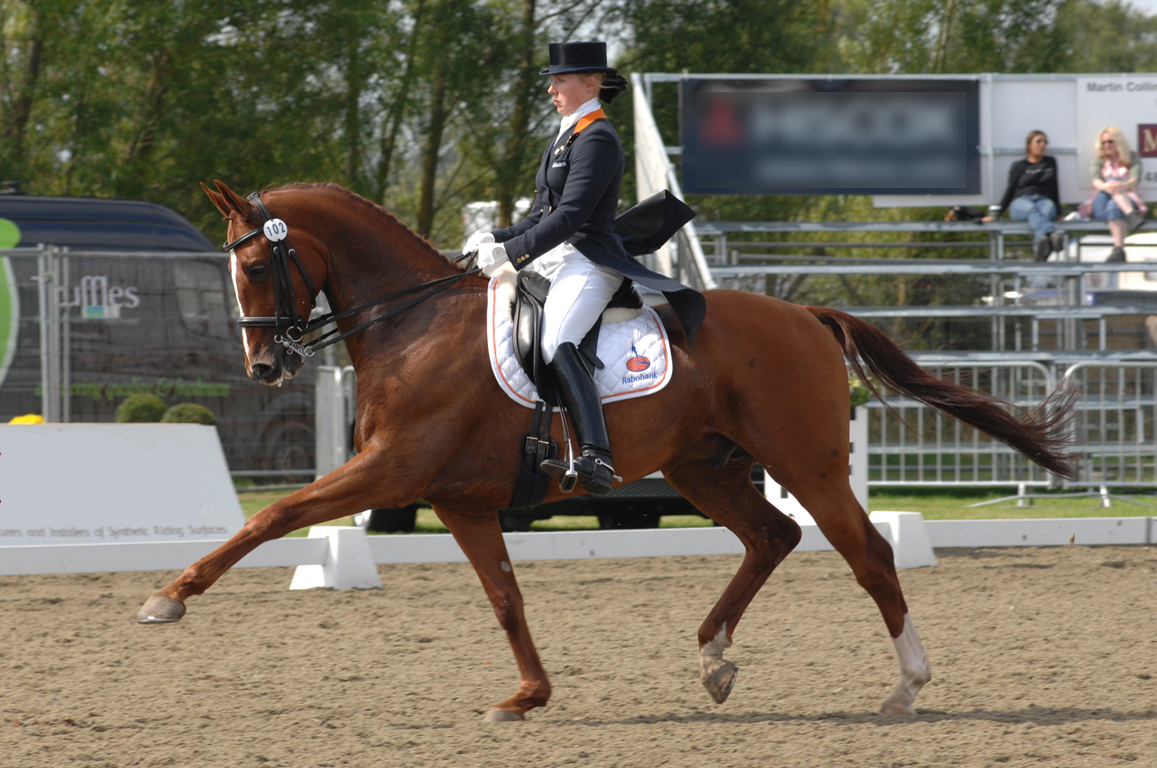
Reitsportlerin (Dressur)
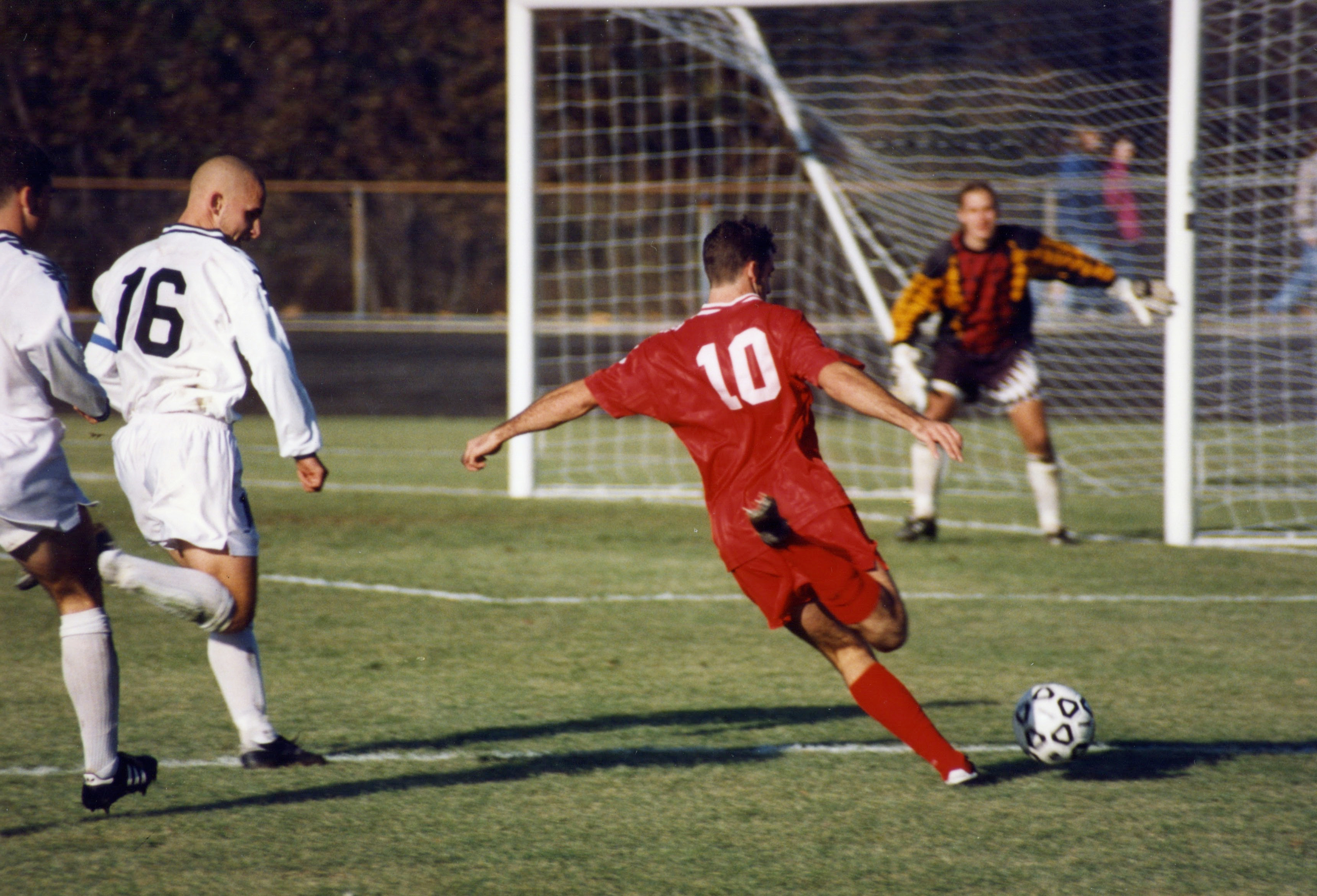
Fußballsportler
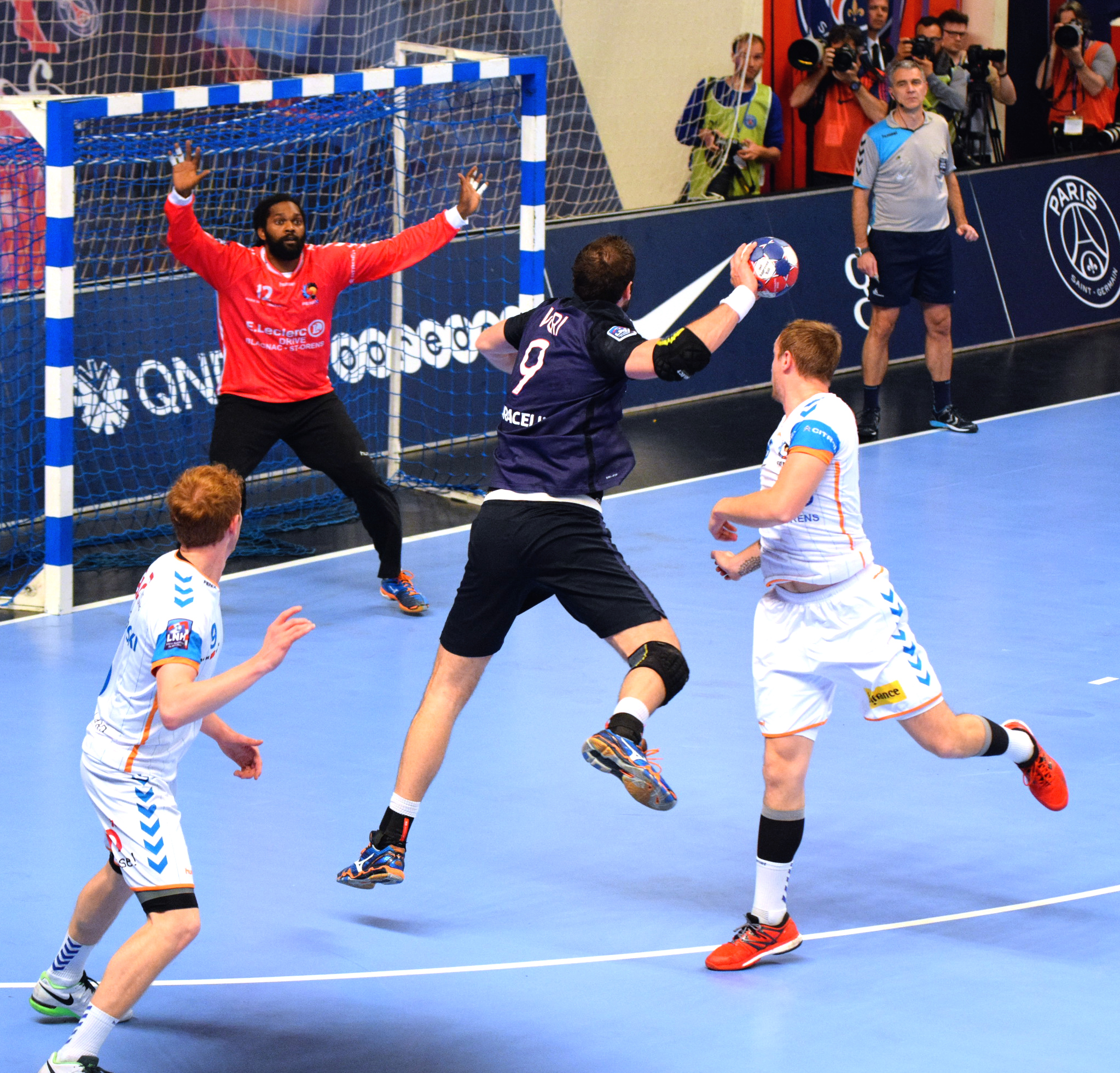
Handballsportler
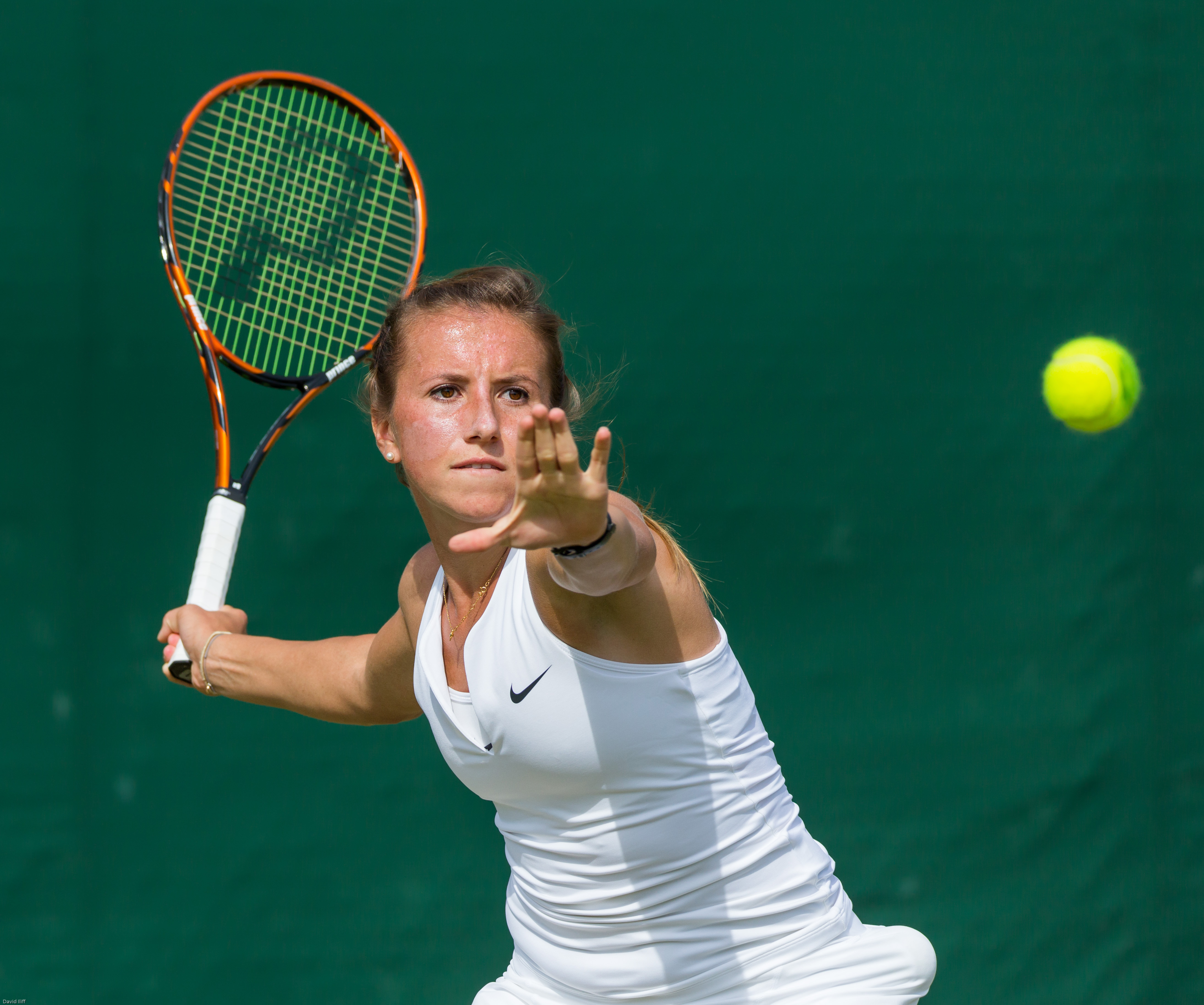
Tennissportlerin
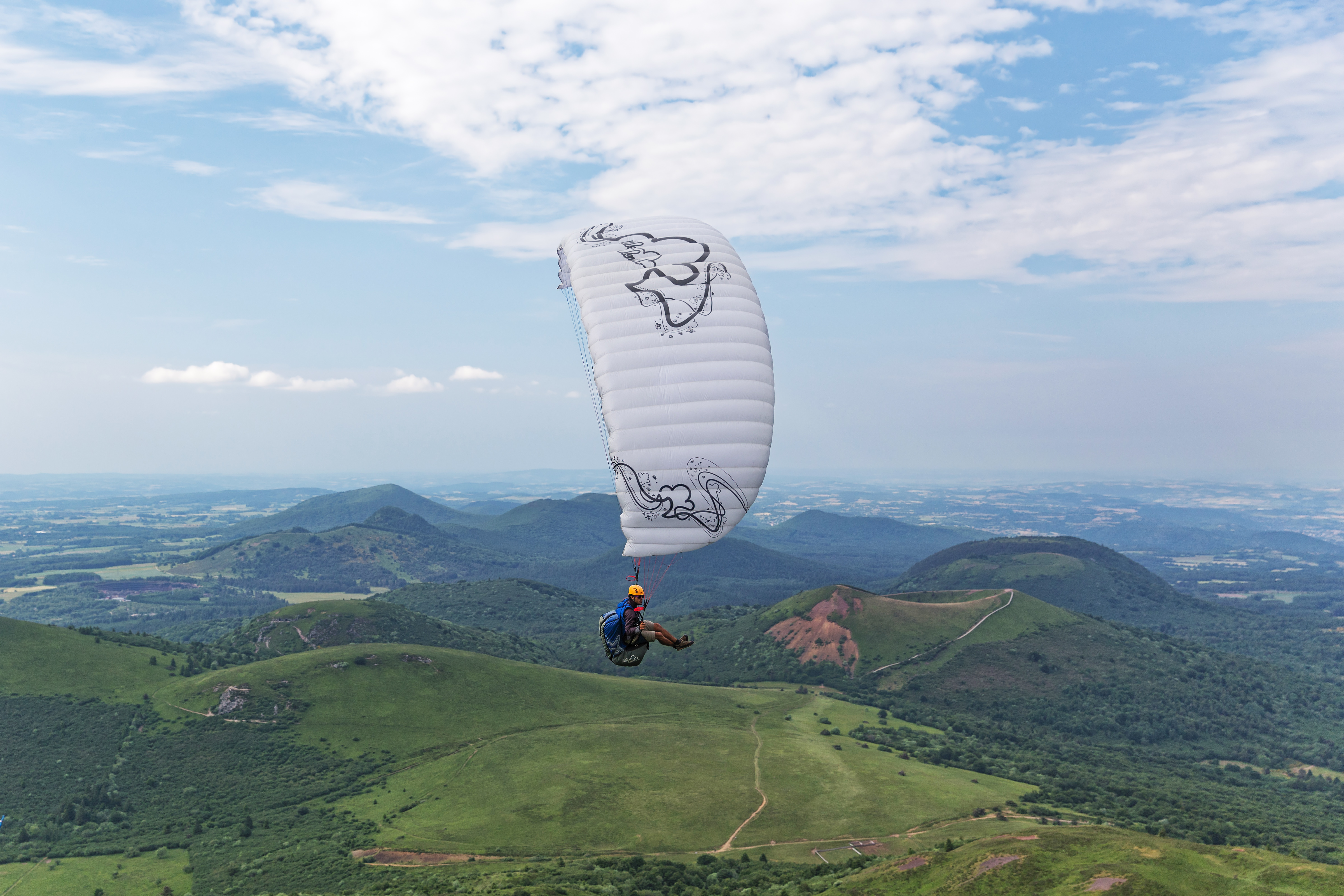
Luftsportler (Gleitschirm)
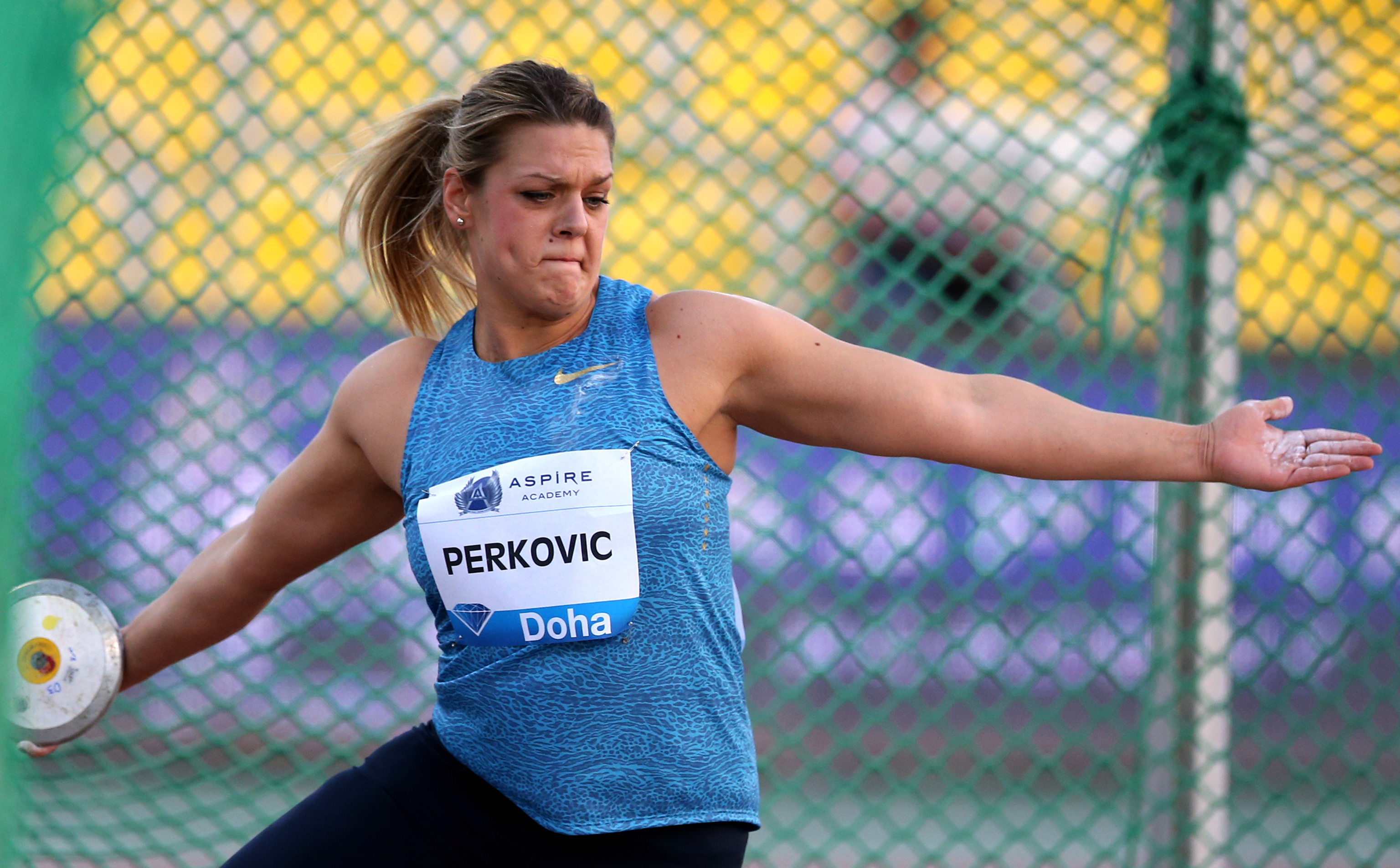
Leichtathletin Diskuswurf
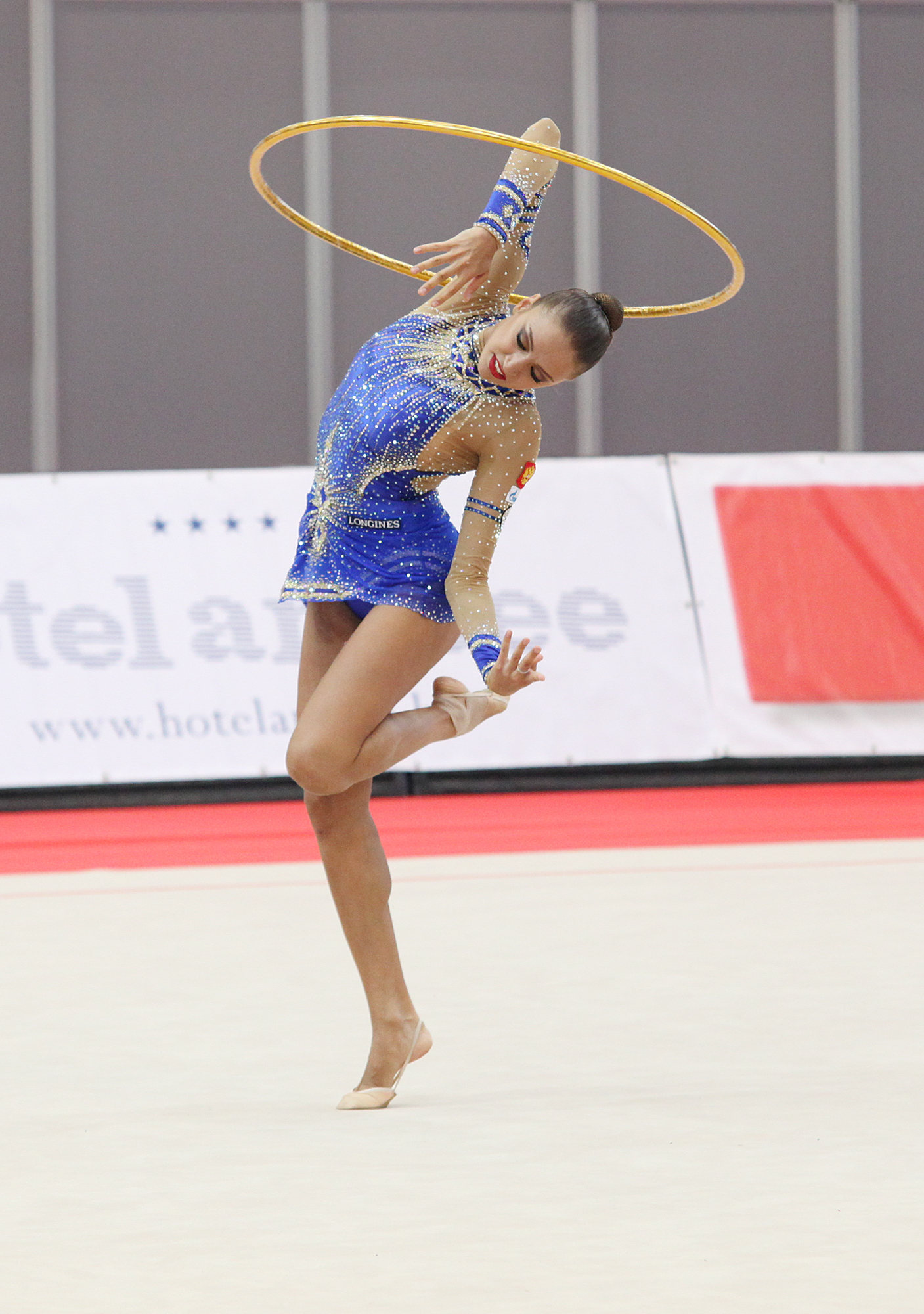
Gymnastiksportlerin
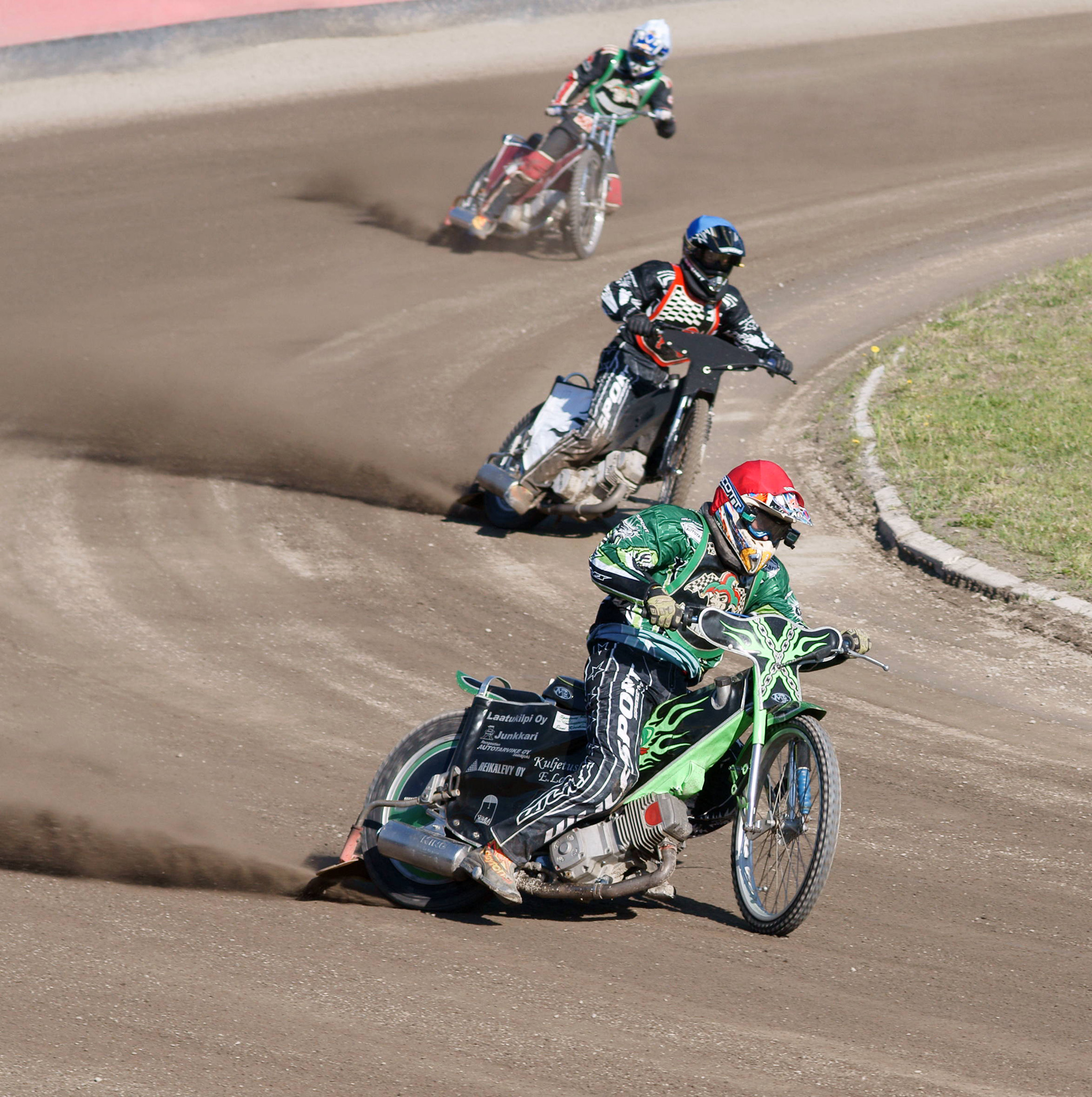
Motorsportler
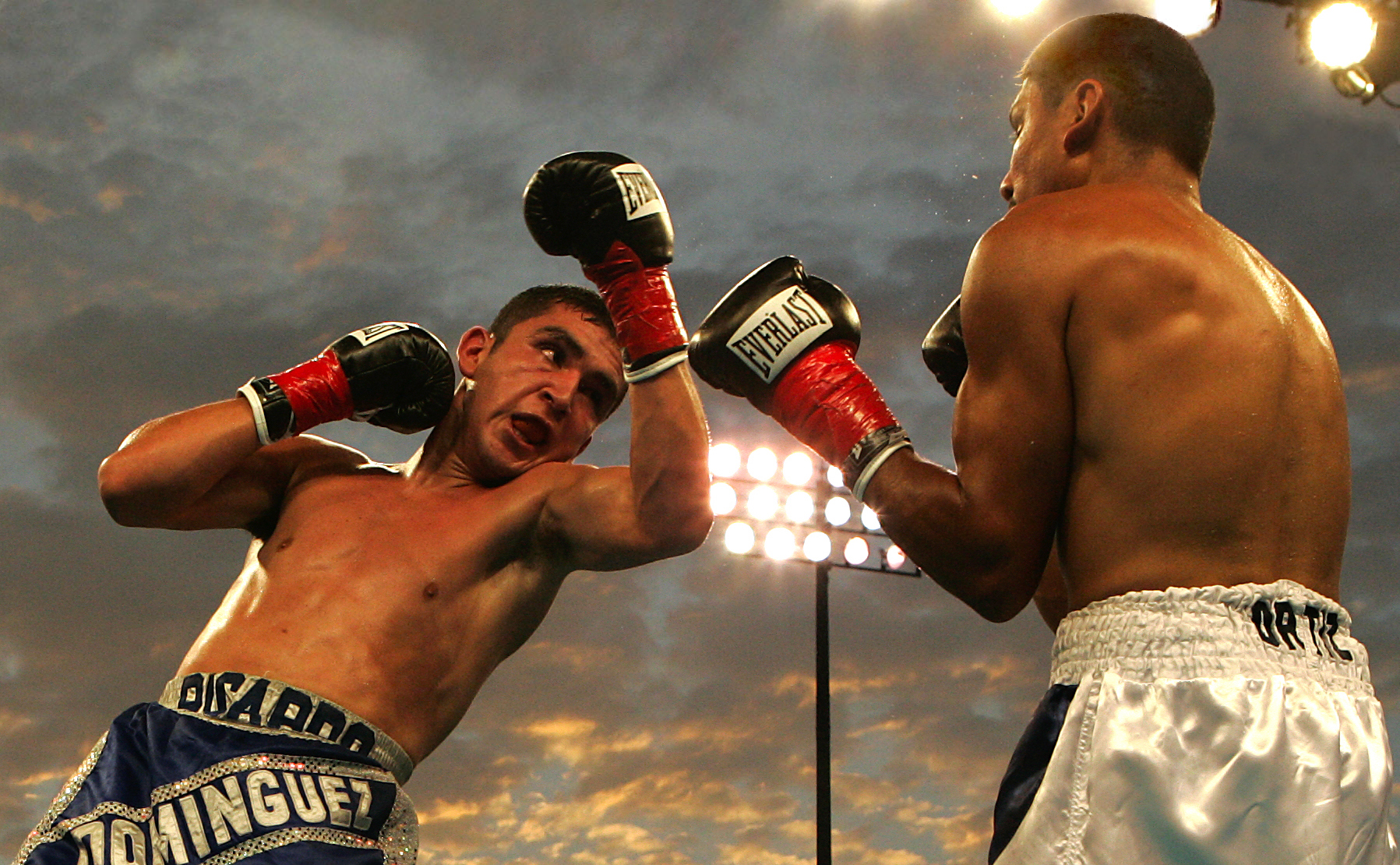
Kampfsportler (Boxen)
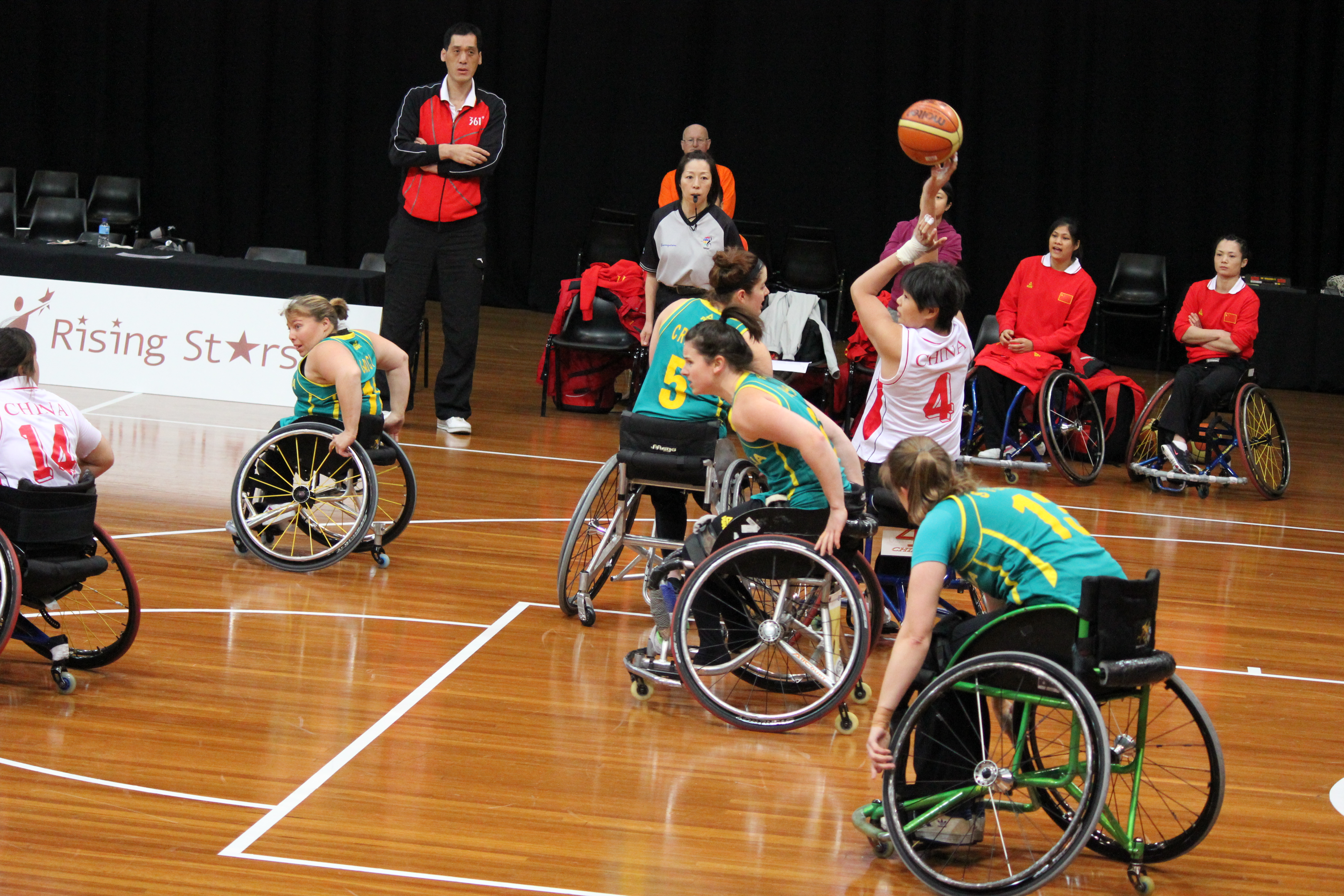
Behindertensportler (Basketball)

## Synonyme
Als Synonyme mit einer dem Wort „Sportler“ annähernd vergleichbaren Bedeutung sind die Bezeichnungen „Athlet“ (traditioneller Begriff aus dem antiken Griechenland für einen Wettkämpfer) und „Sportsmann“ (wortgetreue Übersetzung der englischsprachigen Kennzeichnung für eine Sport betreibende männliche Person) in Verwendung.

## Redewendungen
(spöttisch für den Gedanken: „sie betreiben nichts Ernsthaftes“)
- Der Vater werkelt im Hobbyraum, und der Sohn sportelt auf der Wiese.
- Dann werkelt oder sportelt mal schön!